# Bandeira da Antártida

Bandeira do Tratado da Antártida.

A Antártida não tem bandeira oficial, dado que não é uma nação e não tem governo próprio. A Organização do Tratado da Antártida adoptou uma bandeira em 2002, mas não é a bandeira do continente. 

## Propostas apresentadas

Proposta [https://www.truesouthflag.com/ Sul Verdadeira

### Proposta Sul Verdadeira
Em 2018, uma pessoa estacionada na Antártica durante o inverno desenhou uma nova bandeira para a Antártica. Desde então, a bandeira foi adotada por programas nacionais da Antártica, equipes de expedição e indivíduos em todo o mundo. Os símbolos têm o seguinte significado:

Listras horizontais em marinho e branco representam os longos dias e noites na extrema latitude da Antártica. No centro, um pico branco solitário irrompe de um campo de neve e gelo, ecoando aqueles dos icebergs, montanhas e cristas de pressão que definem o horizonte da Antártica. A longa sombra que ele projeta tem a forma inconfundível de uma seta de compasso apontada para o sul, uma homenagem ao legado de exploração do continente. Juntas, as duas formas centrais criam um diamante, simbolizando a esperança de que a Antártica continuará a ser um centro de paz, descoberta e cooperação para as gerações futuras.

### Proposta deGraham Bartram

Proposta de Graham Bartram

Graham Bartram usa a bandeira das Nações Unidas como modelo. Um mapa branco em fundo azul simboliza neutralidade (vários países reivindicam territórios na Antártida). Essa bandeira foi de facto hasteada em 2002 por algumas estações de pesquisa lá estacionadas, quando um editor de um jornal académico da Associação Norte-Americana de Vexilologia levou consigo várias cópias da bandeira numa viagem à Antártida.

### Proposta deWhitney Smith

Proposta de Whitney Smith

Whitney Smith usa a cor laranja (é a cor internacional de socorro, contrasta melhor contra a neve e para evitar confusão não é parecida com mais nenhuma outra bandeira do mundo). O emblema tem vários componentes. O 'A' do continente. A base debaixo do 'A' é a parte do globo que a Antártida ocupa, com o Norte para cima. As duas mãos segurando a parte do globo, representam um uso pacífico pela Humanidade. O emblema é branco para representar a neve e o gelo da Antártida, e está na tralha para que com os ventos fortes do continente não se desgaste. Não há registo de alguma vez ter sido fabricada, quanto mais utilizada na Antártida. Aparece no entanto nalguns livros e atlas.